# Francesco del Giocondo

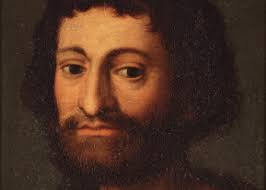
Francesco del Gicondo

Francesco di Bartolomeo di Zanobi del Giocondo, também conhecido como Francesco di Bartolomeo del Giocondo ou mais simplesmente Francesco del Giocondo (Florença, 1465 - Florença, 1538), foi um nobre e mercador italiano, pertencente à família Del Giocondo.  Segundo, Giorgio Vasari, na sua obra Vidas dos mais importantes pintores, escultores e arquitetos, seria ele quem teria encarregado Leonardo da Vinci de pintar o retrato da Gioconda, sendo portanto o retrato da sua esposa, Lisa Gherardini.

## Biografia
Membro da família Del Giocondo (ou Giocondi), era comerciante de seda e de roupas.  Casou-se três vezes: em 1491, com Camilla di Mariotto Rucellai, depois em 1493 com Tommasa di Mariotto Villani.  No dia 5 de Março de 1495, casou com Lisa Gherardini, jovem de quinze anos, proveniente da família aristocrática dos Gherardini.  O dote da jovem era constituído por 170 florins e uma pequena fazenda rural de São Silvestre, próximo da casa de campo da família, sinal de que, na época, a família Gherardini não era rica.  Isto vem a provar a existência de um verdadeiro sentimento entre Lisa Gherardini e Francesco.  A propriedade se localizava entre as localidades de Castellina in Chianti e San Donato in Poggio, perto de duas fazendas, que mais tarde se tornaria propriedade de Michelangelo Buonarroti.
O casal sempre manteve um padrão de vida muito discreto; o casamento aumentou o nível social de Lisa, porque a família do marido era mais rica que a sua.  Francesco teve algumas vantagens porque o nome Gherardini era nobre e antigo.  Em 5 de Março de 1503, Francesco conseguiu comprar uma casa, ao lado de sua antiga propriedade da família, na rua da Stufa; nesse mesmo ano Leonardo da Vinci começou a pintar o retrato da sua esposa.
Lisa Gheradini e Francesco tiveram cinco filhos, Piero, Camilla, Andrea, Giocondo e Marietta, quatro deles nasceram entre 1496 e 1507.  Lisa criou também Bartolomeo, filho de Francesco e da sua primeira esposa, Camilla Rucellai, que tinha um ano quando a mãe morreu; Caterina, a madrinha de Lisa, e a primeira esposa de Francesco eram irmãs, membros da proeminente família Rucellai.
Francesco tornou-se funcionário público em Florença; e é eleito como um dos Doze Homens Bons em 1499, e na Signoria em 1512, e também foi um dos Priores em 1524.  Provavelmente ele teve algumas ligações, com interesses políticos ou comerciais, com a poderosa família dos Médici; em 1512, quando o governo de Florença temia o retorno dessa família do exílio, Francesco é preso e multado em 1.000 florins, foi libertado por volta de setembro, quando o poder público dos Médici é restaurado.
Em 1538, Francesco morreu de peste, Lisa também ficou doente e foi levada pela sua filha Ludovica para o Convento de Santa Úrsula, onde morreu quatro anos mais tarde e foi sepultada, com a idade de 63 anos.  Segundo um outro estudo, Francesco teria vivido perto de oitenta anos, morrendo em 1539, ao passo que Lisa pode ter vivido pelo menos até 1551, quando ela teria por volta de 71 ou 72 anos.  A família Gherardini então se extinguiu por volta de 1743 com a morte de Fabio Gherardini, o último cavalheiro da linhagem toscana.
Em junho de 1537, em seu testamento, assinado por Piero da Vinci, entre outras medidas, Francesco restitui o dote a Lisa, bem como lhe entrega todas as suas roupas pessoais e também suas jóias.  No que diz respeito aos cuidados reservados á esposa, escreveu ele as disposições exatas para a sua filha Ludovica e a seu filho Bartolomeo: "Em razão do carinho e do amor dos testemunhos nos confrontos com Mona Lisa, a sua esposa amada, em consideração ao fato que Lisa ter sempre agido com um espírito de nobreza e como mulher fiel, espero que ela sepre provida de tudo que precisar ..."

## A Gioconda
Assim o como viveram os outros florentinos durante o Renascimento Italiano, a família de Francesco era apaixonada por arte.  Seu filho Bartolomeo pede a Antonio di Donnino Mazzieri para que ele pintasse um afresco na capela funerária da família, na Basílica da Santíssima Anunciada de Florença.  Andra del Sarto pintou uma Madonna para um outro membro da família.  Francesco solicitou a Leonardo da Vinci que fizesse um retrato de sua esposa, e a Domenico Puligo lhe foi atribuído uma pintura sobre São Francisco de Assis; acredita-se que ele mandou pintar o retrato de Lisa para comemorar o nascimento de Andrea e a aquisição da casa da família.